# 韩正
韩正（1954年4月22日—），浙江慈溪人，中国共产党、中华人民共和国政治人物，現任中华人民共和国副主席，正国级领导人（排名第8，位列中共中央政治局常委之后）。曾任第十九届中共中央政治局常委（排名第7）、国务院副总理（排名第一）、中共国务院党组副书记、中共上海市委员会书记、上海市人民政府市长等职务。1975年12月参加工作，1979年5月加入中国共产党，毕业于华东师范大学，曾长期在上海市工作。任職國務院副總理期間负责推进“一带一路”、粤港澳大湾区建设、港澳事务、京津冀协同发展领导小组、推动长三角一体化发展领导小组等工作。是中共十六、十七、十八、十九届中央委员，十八、十九届中央政治局委员，十九届中央政治局常委。

## 生平

### 早年经历
韩正1954年4月生于上海，中学就读于上海市徐汇区安福路247号黎明中学，该校于1943年建校，前身为“中华理科高级中学”。1975年12月，在上海市徐汇区任职超重安装队仓库管理员，后调任供销股办事员、共青团总支部副书记。1980年8月，任上海市化工装备工业公司干事、团委负责人。1982年11月，任上海市化工局团委书记。1983－1985年复旦大学大专班学习。1986年2月，任上海市化工专科学校党委副书记。1987年5月，任上海胶鞋厂副厂长、党委书记。1985-1987年华东师范大学夜大学政教系政教专业学习。1988年8月，任上海大中华橡胶厂副厂长、党委书记，期间时任上海市长朱镕基曾前往考查，并对韩正的工作予以了肯定。
1990年6月，任共青团上海市委副书记（主持工作）。1991年5月，任共青团上海市委书记。1992年11月，任中共卢湾区委副书记、代区长（1993年5月正式当选区长，期间1991-1994年，在华东师范大学国际问题研究所国际关系与世界经济专业学习，获得在职经济学硕士学位）。韩正任职卢湾区时年仅39岁，任职期间韩正着手对辖区的著名商业街—淮海路进行改造和升级，并重点和海外势力雄厚的企业财团合作，使淮海路的升级改造基本没有受到之后爆发的亚洲金融危机的影响，此外韩正任职期间还对卢湾区以前社区环境不佳的地区进行了集中整治，基本解决了辖区内的环境问题。

### 主政上海
1995年7月，任上海市人民政府副秘书长，并先后兼任市综合经济工作党委副书记、上海市计划委员会主任、上海市证券管理办公室主任等职。1997年12月，任中共上海市委常委，晋升副部级。1998年2月，任中共上海市委常委、上海市副市长，成为两任市长徐匡迪和陈良宇的副手。2002年5月，任中共上海市委副书记、上海市副市长。2003年2月，在上海市第十二届人民代表大会第一次会议上，年仅49岁的韩正当选为新一届上海市市长，晋升正部级，同时韩正也成为了上海50年来最年轻的市长。2006年9月，因受到上海社保基金挪用案波及，时任中共上海市委书记陈良宇被停职，韩正代理中共上海市委书记职务。2007年3月，在习近平接任上海市委书记后，韩正不再代理上海市委书记职务。2008年1月30日，在上海市第十三届人民代表大会第一次会议上被选举连任上海市市长。2010年，适逢台北市与上海市的「双城论坛」，韩正到台湾访问四天，成為中国大陆首位访台的直辖市长。同年上海世博会成功举办。2012年2月，时任上海市市长的韩正因上海“11·15”特别重大火灾被国务院责成作出深刻检讨。
2012年11月15日，58岁的韩正在中共十八届一中全会上当选中共中央政治局委员，进入党和国家领导人行列。11月20日，韩正接替俞正声出任中共上海市委书记，结束了10年作为“二把手”的副书记任期。2012年12月26日，辞去上海市市长职务。韩正上任时，上海经济处于数年发展受阻，成长率逐年下降的困局，不仅如此，上海还面临着体制沉疴、房价高企等诸问题。面对重重困境，韩正提出了以“开放倒逼改革”的发展思路，韩正发表文章指出：“上海已经到了没有改革就不能前进的阶段”，韩正认为：强化改革推动；强化市场作用；强化创新驱动和调整政府管理和服务方式”即“三强化、一调整”促进上海的体制机制改革，恢复经济发展活力。
韩正表示在习近平总书记、李克强总理等中央领导的支持下，上海多项经济发展项目逐步展开，而其中的重点，是当好全国的“改革开放排头兵、创新发展先行者”，即自贸区建设和具有全球影响力的科技创新中心建设。主要有张江科学城、前滩商务区、上海自贸区 、临港新城软件园等。其中以上海自贸区的规划和立项最受瞩目，这是中国大陆首个自由贸易区项目，有评论指出，该项目将为上海带来十年的发展红利。2013年第一季度上海市投资增长10.3%，其中基础设施投资结束了近三年的负增长，GDP成长率约8%，2007年后首次高于全国平均水平，上海经济数年的“停滞式发展”有一定起色。
2017年4月，《瞭望》新闻周刊封面系列报道“上海谋划新作为”，叙述了自从2013年以来，习近平总书记对上海改革发展的要求，以及上海市领导班子在谋划经济改革、自贸试验区探索、超大城市治理、科技创新发展以及反腐败制度建设等方面取得的成果。除了经济建设之外，韩正担任市委书记的中共上海市第十届委员会在“创新社会治理、加强基层建设”、“五违四必”综合整治、交通违法大整治、崇明世界级生态岛建设、黄浦江45公里岸线全面贯通开放等方面，做了大量工作。2017年5月，中共上海市第十一届委员会召开第一次全体会议，韩正连任中共上海市委书记。

### 政治局常委
2017年10月25日，63岁的韩正在中共十九届一中全会上当选为中共中央政治局常委（排名第七），进入最高领导层。2018年2月，在韓國平昌郡舉行的2018年冬奧會上，韓正以中共中央政治局常委和習近平特使身份代表中國政府率團出席開幕式，是他當選中央政治局常委後第一場重要外事活動。在升任政治局常委后，韩正还接替张高丽出任第24届冬季奥林匹克运动会工作领导小组组长一职，负责2022年北京冬奥会筹办工作。
2018年3月19日，根据国务院总理李克强提名，第十三届全国人民代表大会第一次会议第七次全体会议投票表决决定，任命韩正为国务院副总理（排名第一），兼任中共国务院党组副书记，分管国家发展和改革委员会、财政部、自然资源部、生态环境部、住房和城乡建设部、国家税务总局、国务院港澳事务办公室。同时，他还兼任中央全面深化改革委员会副主任、中央财经委员会委员、中央军民融合发展委员会副主任和办公室主任。2018年4月接替张德江出任中央港澳工作协调小组组长，主管港澳事务。2020年2月，中央港澳工作协调小组更名为中央港澳工作领导小组，韩正续任组长，赵克志、夏宝龙任副组长。
2022年10月23日，68岁的韩正在中共二十届一中全会后卸任中共中央政治局常委。

### 国家副主席
2023年1月18日，韩正在山东省当选第十四届全国人大代表。十九届中共中央政治局常委中有四人（李克强、栗战书、汪洋、韩正）未连任，韩正是其中唯一一个当选全国人大代表的。在3月召开的第十四届全国人大一次会议上，韩正在卸任国务院副总理后以没有任何党内职务的身份接替退休的王岐山担任中华人民共和国副主席，政治排名在七位政治局常委之后，位列第八。在2023年两会闭幕之后，韩正卸任中央港澳工作领导小组组长，由丁薛祥接任。
2023年5月6日，韩正作为习近平的特別代表出席了在伦敦举行的英国国王查尔斯三世和卡米拉王后加冕仪式，并在前一天与英国外交大臣詹姆斯·克莱弗利会晤，成为自2018年时任英国首相特蕾莎·梅访问中国以来中英两国政府高级官员之间的首次会晤。在英国期间韩正也分别与英国首相里希·苏纳克、威尔士亲王威廉等进行简短会见，并与英國副首相奥利弗·道登举行了会见。随后韩正又在5月7日至12日访问葡萄牙和荷兰。
2023年9月18日至23日，韩正出席了第78届联合国大会一般性辩论，期间会见了联合国秘书长安东尼奥·古特雷斯和美国国务卿安东尼·布林肯。
2025年1月17日，中国外交部宣布，韩正将作为习近平的特别代表赴华盛顿参加美国当选总统唐纳德·特朗普于1月20日举行的就职典礼。美东时间2025年1月19日，韩正在华盛顿会见美国副总统J·D·万斯。

## 爱好
- 韩正自小爱好古典音乐，擅长手风琴及钢琴；运动爱好网球。[45]

## 评价
- 前美國總統巴拉克·奧巴馬：「在一個華麗的宴會廳裏，該市（上海市）市長（韓正）——一個共產黨的後起之秀，他那剪裁得體的西服和風趣的成熟，不知為何讓我想起了迪安·馬丁－為我們的代表團和中美商業領袖的午餐會使出了渾身解數」。[46]
- 前中华民国副总统、中國國民黨主席连战曾赞许韩正面相姣好，韩正来台期间被泛蓝媒体称为帅哥市长；台海网称韩正在海峡两岸被称为帅哥[47]。
- 前台北市長、中國國民黨副主席郝龍斌稱呼韓正為「台北市的老朋友、好朋友」[48]。
- 2012年11月，韩正被任命为上海市委书记并发表就任谈话。时任中共中央组织部部长赵乐际评价“韩正同志政治上坚定，领导经验丰富，熟悉党务和经济工作，组织领导和处理复杂问题的能力强，中央认为韩正同志担任上海市委书记是合适的。”在谈话最后，韩正强调：「我将努力为上海这座光荣的城市、为上海人民的福祉尽心尽力履职，不辱使命、不负重托。」[49]
- 经济观察报称作为生长在上海本地的官员，韩正熟悉上海的市情，为上海在转型阵痛期的经济平稳发展付出了很大的努力[50]。
- 《明报》称韩正作为本地官员对于上海市民的民生较为关注，因此在上海市民心目中具有较高的认可度[51]。
- 《香港经济日报》称韩正在中共党内，属于实干的中间派[52]。

## 讲话和文章
- 《在新时代的伟大征程中创造残疾人更加幸福美好的新生活——在中国残疾人联合会第七次全国代表大会上的致词》（2018年9月14日）
- 《到二〇三五年基本实现社会主义现代化远景目标》2020-11-19《人民日报》
- 《以中国式现代化全面推进中华民族伟大复兴》2022-11-01《人民日报》